# Seznam dílů seriálu Star Wars: Klonové války
Toto je seznam dílů seriálu Star Wars: Klonové války.

## Přehled řad
| Řada | Díly | Premiéra v USA | Premiéra v USA  | Stanice v USA   | Premiéra v ČR    | Premiéra v ČR    | Stanice v ČR |
| Řada | Díly | První díl      | Poslední díl    | Stanice v USA   | První díl        | Poslední díl     | Stanice v ČR |
| ---- | ---- | -------------- | --------------- | --------------- | ---------------- | ---------------- | ------------ |
| 1    | 22   | 3. října 2008  | 20. března 2009 | Cartoon Network | 8. prosince 2010 | 8. prosince 2010 | DVD          |
| 2    | 22   | 2. října 2009  | 30. dubna 2010  | Cartoon Network | 1. května 2020   | 1. května 2020   | HBO GO       |
| 3    | 22   | 17. září 2010  | 1. dubna 2011   | Cartoon Network | 8. května 2020   | 8. května 2020   | HBO GO       |
| 4    | 22   | 16. září 2011  | 16. března 2012 | Cartoon Network | 15. května 2020  | 15. května 2020  | HBO GO       |
| 5    | 20   | 29. září 2012  | 2. března 2013  | Cartoon Network | 22. května 2020  | 22. května 2020  | HBO GO       |
| 6    | 13   | 15. února 2014 | 7. března 2014  | Netflix         | 5. prosince 2015 | 23. ledna 2016   | AXN Black    |
| 7    | 12   | 21. února 2020 | 4. května 2020  | Disney+         | 14. června 2022  | 14. června 2022  | Disney+      |

## Seznam dílů

### První řada (2008–2009)
| Č. v seriálu | Č. v řadě | Původní název               | Český název                  | Režie                 | Scénář                                      | Premiéra v USA     | Premiéra v ČR    |
| ------------ | --------- | --------------------------- | ---------------------------- | --------------------- | ------------------------------------------- | ------------------ | ---------------- |
| 1            | 1         | Ambush                      | Léčka                        | Dave Bullock          | Steven Melching                             | 3. října 2008      | 8. prosince 2010 |
| 2            | 2         | Rising Malevolence          | Malevolence útočí            | Dave Filoni           | Steven Melching                             | 3. října 2008      | 8. prosince 2010 |
| 3            | 3         | Shadow of Malevolence       | Stín Malevolence             | Brian Kalin O'Connell | Steven Melching                             | 10. října 2008     | 8. prosince 2010 |
| 4            | 4         | Destroy Malevolence         | Zkáza Malevolence            | Brian Kalin O'Connell | Steven Melching                             | 17. října 2008     | 8. prosince 2010 |
| 5            | 5         | Rookies                     | Nováčci                      | Justin Ridge          | Steven Melching                             | 24. října 2008     | 8. prosince 2010 |
| 6            | 6         | Downfall of a Droid         | Ztracený droid               | Rob Coleman           | George Krstic                               | 7. listopadu 2008  | 8. prosince 2010 |
| 7            | 7         | Duel of the Droids          | Droid proti droidu           | Rob Coleman           | Kevin Campbell a Henry Gilroy               | 14. listopadu 2008 | 8. prosince 2010 |
| 8            | 8         | Bombad Jedi                 | Úžasný Jedi                  | Jesse Yeh             | Kevin Rubio, Steven Melching a Henry Gilroy | 21. listopadu 2008 | 8. prosince 2010 |
| 9            | 9         | Cloak of Darkness           | Pod příkrovem temnoty        | Dave Filoni           | Paul Dini                                   | 5. prosince 2008   | 8. prosince 2010 |
| 10           | 10        | Lair of Grievous            | Grievousovo doupě            | Atsushi Takeuchi      | Henry Gilroy                                | 12. prosince 2008  | 8. prosince 2010 |
| 11           | 11        | Dooku Captured              | Dooku v zajetí               | Jesse Yeh             | Julie Siege                                 | 2. ledna 2009      | 8. prosince 2010 |
| 12           | 12        | The Gungan General          | Gunganský generál            | Justin Ridge          | Julie Siege                                 | 9. ledna 2009      | 8. prosince 2010 |
| 13           | 13        | Jedi Crash                  | Pád Jedie                    | Rob Coleman           | Katie Lucas                                 | 16. ledna 2009     | 8. prosince 2010 |
| 14           | 14        | Defenders of Peace          | Obránci míru                 | Steward Lee           | Bill Canterbury                             | 23. ledna 2009     | 8. prosince 2010 |
| 15           | 15        | Trespass                    | Protektokrát                 | Brian Kalin O'Connell | Steven Melching                             | 30. ledna 2009     | 8. prosince 2010 |
| 16           | 16        | The Hidden Enemy            | Nepřítel ve vlastních řadách | Steward Lee           | Drew Z. Greenberg                           | 6. února 2009      | 8. prosince 2010 |
| 17           | 17        | Blue Shadow Virus           | Virus Modrý stín             | Giancarlo Volpe       | Craig Titley                                | 13. února 2009     | 8. prosince 2010 |
| 18           | 18        | Mystery of a Thousand Moons | Tajemství tisíce měsíců      | Jesse Yeh             | Brian Larsen                                | 20. února 2009     | 8. prosince 2010 |
| 19           | 19        | Storm Over Ryloth           | Boj o Ryloth                 | Brian Kalin O'Connell | George Krstic, Scott Murphy a Henry Gilroy  | 27. února 2009     | 8. prosince 2010 |
| 20           | 20        | Innocents of Ryloth         | Nevinní z Rylothu            | Justin Ridge          | Randy Stradley a Henry Gilroy               | 6. března 2009     | 8. prosince 2010 |
| 21           | 21        | Liberty on Ryloth           | Svoboda pro Ryloth           | Rob Coleman           | Henry Gilroy                                | 13. března 2009    | 8. prosince 2010 |
| 22           | 22        | Hostage Crisis              | Záchrana rukojmích           | Giancarlo Volpe       | Eoghan Mahony                               | 20. března 2009    | 8. prosince 2010 |

### Druhá řada:Vzestup lovců odměn(2009–2010)
| Č. v seriálu | Č. v řadě | Původní název                | Český název               | Režie                  | Scénář                          | Premiéra v USA     | Premiéra v ČR  |
| ------------ | --------- | ---------------------------- | ------------------------- | ---------------------- | ------------------------------- | ------------------ | -------------- |
| 23           | 1         | Holocron Heist               | Krádež holokronu          | Justin Ridge           | Paul Dini                       | 2. října 2009      | 1. května 2020 |
| 24           | 2         | Cargo of Doom                | Zásilka zkázy             | Rob Coleman            | George Krstic                   | 2. října 2009      | 1. května 2020 |
| 25           | 3         | Children of the Force        | Děti Síly                 | Brian Kalin O'Connell  | Henry Gilroy a Wendy Meracle    | 9. října 2009      | 1. května 2020 |
| 26           | 4         | Senate Spy                   | Senátorka špionkou        | Steward Lee            | Melinda Hsu                     | 16. října 2009     | 1. května 2020 |
| 27           | 5         | Landing at Point Rain        | Přistání na Deštivém bodu | Brian Kalin O'Connell  | Brian Larsen                    | 6. listopadu 2009  | 1. května 2020 |
| 28           | 6         | Weapons Factory              | Továrna na zbraně         | Giancarlo Volpe        | Brian Larsen                    | 13. listopadu 2009 | 1. května 2020 |
| 29           | 7         | Legacy of Terror             | Děsivý odkaz              | Steward Lee            | Eoghan Mahony                   | 20. listopadu 2009 | 1. května 2020 |
| 30           | 8         | Brain Invaders               | Únosci mozků              | Steward Lee            | Andrew Kreisberg                | 4. prosince 2009   | 1. května 2020 |
| 31           | 9         | Grievous Intrigue            | Grievousovy intriky       | Giancarlo Volpe        | Ben Edlund                      | 1. ledna 2010      | 1. května 2020 |
| 32           | 10        | The Deserter                 | Dezertér                  | Robert Dalva           | Carl Ellsworth                  | 1. ledna 2010      | 1. května 2020 |
| 33           | 11        | Lightsaber Lost              | Ztracený světelný meč     | Giancarlo Volpe        | Drew Z. Greenberg               | 22. ledna 2010     | 1. května 2020 |
| 34           | 12        | The Mandalore Plot           | Spiknutí na Mandaloru     | Kyle Dunlevy           | Melinda Hsu                     | 29. ledna 2010     | 1. května 2020 |
| 35           | 13        | Voyage of Temptation         | Cesta pokušení            | Brian Kalin O' Connell | Paul Dini                       | 5. února 2010      | 1. května 2020 |
| 36           | 14        | Duchess of Mandalore         | Vévodkyně Mandaloru       | Brian Kalin O' Connell | Drew Z. Greenberg               | 12. února 2010     | 1. května 2020 |
| 37           | 15        | Senate Murders               | Vraždy v Senátu           | Brian Kalin O' Connell | Drew Z. Greenberg               | 12. března 2010    | 1. května 2020 |
| 38           | 16        | Cat and Mouse                | Kočka a myš               | Kyle Dunlevy           | Brian Larsen                    | 20. března 2010    | 1. května 2020 |
| 39           | 17        | Bounty Hunters               | Nájemní lovci             | Steward Lee            | Carl Ellsworth                  | 27. března 2010    | 1. května 2020 |
| 40           | 18        | The Zillo Beast              | Netvor Zillo              | Giancarlo Volpe        | Craig Titley                    | 3. dubna 2010      | 1. května 2020 |
| 41           | 19        | The Zillo Beast Strikes Back | Netvor Zillo vrací úder   | Steward Lee            | Steven Melching                 | 10. dubna 2010     | 1. května 2020 |
| 42           | 20        | Death Trap                   | Smrtonosná past           | Steward Lee            | Doug Petrie                     | 17. dubna 2010     | 1. května 2020 |
| 43           | 21        | R2 Come Home                 | R2 se vrací               | Giancarlo Volpe        | Eoghan Mahony                   | 24. dubna 2010     | 1. května 2020 |
| 44           | 22        | Lethal Trackdown             | Stopy do záhuby           | Dave Filoni            | Dave Filoni a Drew Z. Greenberg | 30. dubna 2010     | 1. května 2020 |

### Třetí řada:Odhalená tajemství(2010–2011)
| Č. v seriálu | Č. v řadě | Původní název        | Český název               | Režie                 | Scénář                            | Premiéra v USA     | Premiéra v ČR  |
| ------------ | --------- | -------------------- | ------------------------- | --------------------- | --------------------------------- | ------------------ | -------------- |
| 45           | 1         | Clone Cadets         | Klonovaní kadeti          | Dave Filoni           | Cameron Litvack                   | 17. září 2010      | 8. května 2020 |
| 46           | 2         | ARC Troopers         | Vojáci ARK                | Kyle Dunlevy          | Cameron Litvack                   | 17. září 2010      | 8. května 2020 |
| 47           | 3         | Supply Lines         | Zásobovací cesty          | Brian Kalin O'Connell | Steven Melching a Eoghan Mahony   | 24. září 2010      | 8. května 2020 |
| 48           | 4         | Sphere of Influence  | Sféra vlivu               | Kyle Dunlevy          | Katie Lucas a Steven Melching     | 1. října 2010      | 8. května 2020 |
| 49           | 5         | Corruption           | Korupce                   | Giancarlo Volpe       | Cameron Litvack                   | 8. října 2010      | 8. května 2020 |
| 50           | 6         | The Academy          | Akademie                  | Giancarlo Volpe       | Katie Lucas a Steven Melching     | 15. října 2010     | 8. května 2020 |
| 51           | 7         | Assassin             | Vražedkyně                | Kyle Dunlevy          | Katie Lucas                       | 22. října 2010     | 8. května 2020 |
| 52           | 8         | Evil Plans           | Zlé plány                 | Brian Kalin O'Connell | Steve Mitchell a Craig Van Sickle | 5. listopadu 2010  | 8. května 2020 |
| 53           | 9         | Hunt for Ziro        | Hon na Zira               | Steward Lee           | Steve Mitchell a Craig Van Sickle | 12. listopadu 2010 | 8. května 2020 |
| 54           | 10        | Heroes on Both Sides | Hrdinové na obou stranách | Kyle Dunlevy          | Daniel Arkin                      | 19. listopadu 2010 | 8. května 2020 |
| 55           | 11        | Pursuit of Peace     | Hledání míru              | Duwayne Dunham        | Daniel Arkin                      | 3. prosince 2010   | 8. května 2020 |
| 56           | 12        | Nightsisters         | Sestry noci               | Giancarlo Volpe       | Katie Lucas                       | 7. ledna 2011      | 8. května 2020 |
| 57           | 13        | Monster              | Monstrum                  | Kyle Dunlevy          | Katie Lucas                       | 14. ledna 2011     | 8. května 2020 |
| 58           | 14        | Witches of the Mist  | Čarodějnice z mlh         | Giancarlo Volpe       | Katie Lucas                       | 21. ledna 2011     | 8. května 2020 |
| 59           | 15        | Overlords            | Vládci                    | Steward Lee           | Christian Taylor                  | 28. ledna 2011     | 8. května 2020 |
| 60           | 16        | Altar of Mortis      | Mortiský oltář            | Brian Kalin O'Connell | Christian Taylor                  | 4. února 2011      | 8. května 2020 |
| 61           | 17        | Ghosts of Mortis     | Duchové Mortisu           | Steward Lee           | Christian Taylor                  | 11. února 2011     | 8. května 2020 |
| 62           | 18        | The Citadel          | Citadela                  | Kyle Dunlevy          | Matt Michnovetz                   | 18. února 2011     | 8. května 2020 |
| 63           | 19        | Counter Attack       | Protiútok                 | Brian Kalin O'Connell | Matt Michnovetz                   | 4. března 2011     | 8. května 2020 |
| 64           | 20        | Citadel Rescue       | Záchrana z Citadely       | Steward Lee           | Matt Michnovetz                   | 11. března 2011    | 8. května 2020 |
| 65           | 21        | Padawan Lost         | Ztracená padawanka        | Dave Filoni           | Bonnie Mark                       | 19. března 2011    | 8. května 2020 |
| 66           | 22        | Wookiee Hunt         | Wookieeský hon            | Dave Filoni           | Bonnie Mark                       | 26. března 2011    | 8. května 2020 |

### Čtvrtá řada:Bitevní linie(2011–2012)
| Č. v seriálu | Č. v řadě | Původní název          | Český název         | Režie                 | Scénář                            | Premiéra v USA     | Premiéra v ČR   |
| ------------ | --------- | ---------------------- | ------------------- | --------------------- | --------------------------------- | ------------------ | --------------- |
| 67           | 1         | Water War              | Vodní válka         | Duwayne Dunham        | Jose Molina                       | 16. září 2011      | 15. května 2020 |
| 68           | 2         | Gungan Attack          | Gunganský útok      | Brian Kalin O'Connell | Jose Molina                       | 16. září 2011      | 15. května 2020 |
| 69           | 3         | Prisoners              | Zajatci             | Danny Keller          | Jose Molina                       | 23. září 2011      | 15. května 2020 |
| 70           | 4         | Shadow Warrior         | Stínový válečník    | Brian Kalin O'Connell | Daniel Arkin                      | 30. září 2011      | 15. května 2020 |
| 71           | 5         | Mercy Mission          | Mise dobré vůle     | Danny Keller          | Bonnie Mark                       | 7. října 2011      | 15. května 2020 |
| 72           | 6         | Nomad Droids           | Potulní droidi      | Steward Lee           | Steve Mitchell a Craig Van Sickle | 14. října 2011     | 15. května 2020 |
| 73           | 7         | Darkness on Umbara     | Temnota na Umbaře   | Steward Lee           | Matt Michnovetz                   | 28. října 2011     | 15. května 2020 |
| 74           | 8         | The General            | Generál             | Walter Murch          | Matt Michnovetz                   | 4. listopadu 2011  | 15. května 2020 |
| 75           | 9         | Plan of Dissent        | Plán vzpoury        | Kyle Dunlevy          | Matt Michnovetz                   | 11. listopadu 2011 | 15. května 2020 |
| 76           | 10        | Carnage of Krell       | Krellův masakr      | Kyle Dunlevy          | Matt Michnovetz                   | 18. listopadu 2011 | 15. května 2020 |
| 77           | 11        | Kidnapped              | Únos                | Kyle Dunlevy          | Henry Gilroy                      | 25. listopadu 2011 | 15. května 2020 |
| 78           | 12        | Slaves of the Republic | Otroci Republiky    | Brian Kalin O'Connell | Henry Gilroy                      | 2. prosince 2011   | 15. května 2020 |
| 79           | 13        | Escape from Kadavo     | Útěk z Kadava       | Kyle Dunlevy          | Henry Gilroy                      | 6. ledna 2012      | 15. května 2020 |
| 80           | 14        | A Friend in Need       | Přítel v nesnázích  | Dave Filoni           | Christian Taylor                  | 13. ledna 2012     | 15. května 2020 |
| 81           | 15        | Deception              | Klam                | Kyle Dunlevy          | Brent Friedman                    | 20. ledna 2012     | 15. května 2020 |
| 82           | 16        | Friends and Enemies    | Přátelé a nepřátelé | Bosco Ng              | Brent Friedman                    | 27. ledna 2012     | 15. května 2020 |
| 83           | 17        | The Box                | Bedna               | Brian Kalin O'Connel  | Brent Friedman                    | 3. února 2012      | 15. května 2020 |
| 84           | 18        | Crisis on Naboo        | Krize na Naboo      | Danny Keller          | Brent Friedman                    | 10. února 2012     | 15. května 2020 |
| 85           | 19        | Massacre               | Masakr              | Steward Lee           | Katie Lucas                       | 24. února 2012     | 15. května 2020 |
| 86           | 20        | Bounty                 | Odměna              | Kyle Dunlevy          | Katie Lucas                       | 2. března 2012     | 15. května 2020 |
| 87           | 21        | Brothers               | Bratři              | Bosco Ng              | Katie Lucas                       | 9. března 2012     | 15. května 2020 |
| 88           | 22        | Revenge                | Pomsta              | Brian Kalin O'Connel  | Katie Lucas                       | 16. března 2012    | 15. května 2020 |

### Pátá řada (2012–2013)
| Č. v seriálu | Č. v řadě | Původní název              | Český název                     | Režie                 | Scénář           | Premiéra v USA     | Premiéra v ČR   |
| ------------ | --------- | -------------------------- | ------------------------------- | --------------------- | ---------------- | ------------------ | --------------- |
| 89           | 1         | Revival                    | Obroda                          | Steward Lee           | Chris Collins    | 29. září 2012      | 22. května 2020 |
| 90           | 2         | A War on Two Fronts        | Válka na dvou frontách          | Dave Filoni           | Chris Collins    | 6. října 2012      | 22. května 2020 |
| 91           | 3         | Front Runners              | Kdo z koho                      | Steward Lee           | Chris Collins    | 13. října 2012     | 22. května 2020 |
| 92           | 4         | The Soft War               | Měkká síla                      | Kyle Dunlevy          | Chris Collins    | 20. října 2012     | 22. května 2020 |
| 93           | 5         | Tipping Points             | Body zvratu                     | Bosco Ng              | Chris Collins    | 27. října 2012     | 22. května 2020 |
| 94           | 6         | The Gathering              | Shromáždění                     | Kyle Dunlevy          | Christian Taylor | 3. listopadu 2012  | 22. května 2020 |
| 95           | 7         | A Test of Strength         | Zkouška síly                    | Bosco Ng              | Christian Taylor | 10. listopadu 2012 | 22. května 2020 |
| 96           | 8         | Bound for Rescue           | Záchrana                        | Brian Kalin O'Connell | Christian Taylor | 17. listopadu 2012 | 22. května 2020 |
| 97           | 9         | A Necessary Bond           | Spojenectví z rozumu            | Danny Keller          | Christian Taylor | 24. listopadu 2012 | 22. května 2020 |
| 98           | 10        | Secret Weapons             | Tajné zbraně                    | Danny Keller          | Brent Friedman   | 1. prosince 2012   | 22. května 2020 |
| 99           | 11        | A Sunny Day in the Void    | Slunečný den v Prázdnotě        | Kyle Dunlevy          | Brent Friedman   | 8. prosince 2012   | 22. května 2020 |
| 100          | 12        | Missing in Action          | Ztracen v akci                  | Steward Lee           | Brent Friedman   | 5. ledna 2013      | 22. května 2020 |
| 101          | 13        | Point of No Return         | Už není návratu                 | Bosco Ng              | Brent Friedman   | 12. ledna 2013     | 22. května 2020 |
| 102          | 14        | Eminence                   | Spolek stínů                    | Kyle Dunlevy          | Chris Collins    | 19. ledna 2013     | 22. května 2020 |
| 103          | 15        | Shades of Reason           | Zákeřná volba                   | Bosco Ng              | Chris Collins    | 26. ledna 2013     | 22. května 2020 |
| 104          | 16        | The Lawless                | Bezpráví                        | Brian Kalin O'Connell | Chris Collins    | 2. února 2013      | 22. května 2020 |
| 105          | 17        | Sabotage                   | Sabotáž                         | Brian Kalin O'Connell | Charles Murray   | 9. února 2013      | 22. května 2020 |
| 106          | 18        | The Jedi Who Knew Too Much | Jedi, která věděla příliš mnoho | Danny Keller          | Charles Murray   | 16. února 2013     | 22. května 2020 |
| 107          | 19        | To Catch a Jedi            | Chyťte Jedie                    | Kyle Dunlevy          | Charles Murray   | 23. února 2013     | 22. května 2020 |
| 108          | 20        | The Wrong Jedi             | Nepravá Jedi                    | Dave Filoni           | Charles Murray   | 2. března 2013     | 22. května 2020 |

### Šestá řada:Ztracené mise(2014)
| Č. v seriálu | Č. v řadě | Původní název           | Český název          | Režie                 | Scénář              | Premiéra v USA | Premiéra v ČR     |
| ------------ | --------- | ----------------------- | -------------------- | --------------------- | ------------------- | -------------- | ----------------- |
| 109          | 1         | The Unknown             | Útok z vlastních řad | Bosco Ng              | Katie Lucas         | 15. února 2014 | 5. prosince 2015  |
| 110          | 2         | Conspiracy              | Spiknutí             | Brian Kalin O'Connell | Katie Lucas         | 15. února 2014 | 5. prosince 2015  |
| 111          | 3         | Fugitive                | Uprchlík             | Danny Keller          | Katie Lucas         | 15. února 2014 | 12. prosince 2015 |
| 112          | 4         | Orders                  | Rozkazy              | Kyle Dunlevy          | Katie Lucas         | 15. února 2014 | 13. prosince 2015 |
| 113          | 5         | An Old Friend           | Starý přítel         | Brian Kalin O'Connell | Christian Taylor    | 22. února 2014 | 19. prosince 2015 |
| 114          | 6         | The Rise of Clovis      | Vzestup Clovise      | Danny Keller          | Christian Taylor    | 22. února 2014 | 19. prosince 2015 |
| 115          | 7         | Crisis at the Heart     | Krize v srdci        | Steward Lee           | Christian Taylor    | 22. února 2014 | 2. ledna 2016     |
| 116          | 8         | The Disappeared: Part 1 | Zmizelí: Část 1      | Steward Lee           | Jonathan W. Rinzler | 1. března 2014 | 2. ledna 2016     |
| 117          | 9         | The Disappeared: Part 2 | Zmizelí: Část 2      | Bosco Ng              | Jonathan W. Rinzler | 1. března 2014 | 9. ledna 2016     |
| 118          | 10        | The Lost One            | Ztracený             | Brian Kalin O'Connell | Christian Taylor    | 1. března 2014 | 9. ledna 2016     |
| 119          | 11        | Voices                  | Hlasy                | Danny Keller          | Christian Taylor    | 1. března 2014 | 16. ledna 2016    |
| 120          | 12        | Destiny                 | Osud                 | Kyle Dunlevy          | Christian Taylor    | 7. března 2014 | 16. ledna 2016    |
| 121          | 13        | Sacrifice               | Oběť                 | Steward Lee           | Christian Taylor    | 7. března 2014 | 23. ledna 2016    |

### Sedmá řada (2020)
| Č. v seriálu | Č. v řadě | Původní název              | Český název                      | Režie                              | Scénář                                        | Premiéra v USA  | Premiéra v ČR   |
| ------------ | --------- | -------------------------- | -------------------------------- | ---------------------------------- | --------------------------------------------- | --------------- | --------------- |
| 122          | 1         | The Bad Batch              | Vadná várka                      | Kyle Dunlevy                       | Matt Michnovetz a Brent Friedman              | 21. února 2020  | 14. června 2022 |
| 123          | 2         | A Distant Echo             | Echo v dáli                      | Steward Lee                        | Matt Michnovetz, Dave Filoni a Brent Friedman | 28. února 2020  | 14. června 2022 |
| 124          | 3         | On the Wings of Keeradaks  | Na křídlech keeradaků            | Bosco Ng                           | Matt Michnovetz a Brent Friedman              | 6. března 2020  | 14. června 2022 |
| 125          | 4         | Unfinished Business        | Nevyřízená záležitost            | Brian Kalin O'Connell              | Matt Michnovetz a Brent Friedman              | 13. března 2020 | 14. června 2022 |
| 126          | 5         | Gone with a Trace          | Trace a její sestra              | Saul Ruiz a Kyle Dunlevy           | Dave Filoni a Charles Murray                  | 20. března 2020 | 14. června 2022 |
| 127          | 6         | Deal No Deal               | Dohoda nedohoda                  | Nathaniel Villanueva a Steward Lee | Dave Filoni a Charles Murray                  | 27. března 2020 | 14. června 2022 |
| 128          | 7         | Dangerous Debt             | Nebezpečný dluh                  | Saul Ruiz a Bosco Ng               | Dave Filoni a Charles Murray                  | 3. dubna 2020   | 14. června 2022 |
| 129          | 8         | Together Again             | Opět spolu                       | Nathaniel Villanueva               | Dave Filoni a Charles Murray                  | 10. dubna 2020  | 14. června 2022 |
| 130          | 9         | Old Friends, Not Forgotten | Staří, nikoli zapomenutí přátelé | Saul Ruiz                          | Dave Filoni                                   | 17. dubna 2020  | 14. června 2022 |
| 131          | 10        | The Phantom Apprentice     | Skrytý učedník                   | Nathaniel Villanueva               | Dave Filoni                                   | 24. dubna 2020  | 14. června 2022 |
| 132          | 11        | Shattered                  | Zhroucení                        | Saul Ruiz                          | Dave Filoni                                   | 1. května 2020  | 14. června 2022 |
| 133          | 12        | Victory and Death          | Vítězství a smrt                 | Nathaniel Villanueva               | Dave Filoni                                   | 4. května 2020  | 14. června 2022 |

## Chronologické řazení dílů
| Číslo v chronologii | Řada | Číslo v řadě | Název |
| ------------------- | ---- | ------------ | --- |
| 1                   | 2    | 16           | Kočka a myš                                                                                              |
| 2                   | 1    | 16           | Nepřítel ve vlastních řadách                                                                             |
| 3-6                 | N/A  | N/A          | Star Wars: Klonové války: - The New Padawan - Castle of Deception - Castle of Doom - Castle of Salvation |
| 7                   | 3    | 1            | Klonovaní kadeti                                                                                         |
| 8                   | 3    | 3            | Zásobovací cesty                                                                                         |
| 9                   | 1    | 1            | Léčka |
| 10                  | 1    | 2            | Malevolence útočí                                                                                        |
| 11                  | 1    | 3            | Stín Malevolence                                                                                         |
| 12                  | 1    | 4            | Zkáza Malevolence                                                                                        |
| 13                  | 1    | 5            | Nováčci                                                                                                  |
| 14                  | 1    | 6            | Ztracený droid                                                                                           |
| 15                  | 1    | 7            | Droid proti droidu                                                                                       |
| 16                  | 1    | 8            | Úžasný Jedi                                                                                              |
| 17                  | 1    | 9            | Pod příkrovem temnoty                                                                                    |
| 18                  | 1    | 10           | Grievousovo doupě                                                                                        |
| 19                  | 1    | 11           | Dooku v zajetí                                                                                           |
| 20                  | 1    | 12           | Gunganský generál                                                                                        |
| 21                  | 1    | 13           | Pád Jedie                                                                                                |
| 22                  | 1    | 14           | Obránci míru                                                                                             |
| 23                  | 1    | 15           | Protektorát                                                                                              |
| 24                  | 1    | 17           | Virus Modrý stín                                                                                         |
| 25                  | 1    | 18           | Tajemství tisíce měsíců                                                                                  |
| 26                  | 1    | 19           | Boj o Ryloth                                                                                             |
| 27                  | 1    | 20           | Nevinní z Rylothu                                                                                        |
| 28                  | 1    | 21           | Svoboda pro Ryloth                                                                                       |
| 29                  | 2    | 1            | Krádež holokronu                                                                                         |
| 30                  | 2    | 2            | Zásilka zkázy                                                                                            |
| 31                  | 2    | 3            | Děti Síly                                                                                                |
| 32                  | 2    | 17           | Nájemní lovci                                                                                            |
| 33                  | 2    | 18           | Netvor Zillo                                                                                             |
| 34                  | 2    | 19           | Netvor Zillo vrací úder                                                                                  |
| 35                  | 2    | 4            | Senátorka špionkou                                                                                       |
| 36                  | 2    | 5            | Přistání na Deštivém bodu                                                                                |
| 37                  | 2    | 6            | Továrna na zbraně                                                                                        |
| 38                  | 2    | 7            | Děsivý odkaz                                                                                             |
| 39                  | 2    | 8            | Únosci mozků                                                                                             |
| 40                  | 2    | 9            | Grievousovy intriky                                                                                      |
| 41                  | 2    | 10           | Dezertér                                                                                                 |
| 42                  | 2    | 11           | Ztracený světelný meč                                                                                    |
| 43                  | 2    | 12           | Spiknutí na Mandaloru                                                                                    |
| 44                  | 2    | 13           | Cesta pokušení                                                                                           |
| 45                  | 2    | 14           | Vévodkyně Mandaloru                                                                                      |
| 46                  | 2    | 20           | Smrtonosná past                                                                                          |
| 47                  | 2    | 21           | R2 se vrací                                                                                              |
| 48                  | 2    | 22           | Stopy do záhuby                                                                                          |
| 49                  | 3    | 5            | Korupce                                                                                                  |
| 50                  | 3    | 6            | Akademie                                                                                                 |
| 51                  | 3    | 7            | Vražedkyně                                                                                               |
| 52                  | 3    | 2            | Vojáci ARK                                                                                               |
| 53                  | 3    | 4            | Sféra vlivu                                                                                              |
| 54                  | 3    | 8            | Zlé plány                                                                                                |
| 55                  | 1    | 22           | Záchrana rukojmích                                                                                       |
| 56                  | 3    | 9            | Hon na Zira                                                                                              |
| 57                  | 3    | 10           | Hrdinové na obou stranách                                                                                |
| 58                  | 3    | 11           | Hledání míru                                                                                             |
| 59                  | 2    | 15           | Vraždy v Senátu                                                                                          |
| 60                  | 3    | 12           | Sestry noci                                                                                              |
| 61                  | 3    | 13           | Monstrum                                                                                                 |
| 62                  | 3    | 14           | Čarodějnice z mlh                                                                                        |
| 63                  | 3    | 15           | Vládci                                                                                                   |
| 64                  | 3    | 16           | Mortiský oltář                                                                                           |
| 65                  | 3    | 17           | Duchové Mortisu                                                                                          |
| 66                  | 3    | 18           | Citadela                                                                                                 |
| 67                  | 3    | 19           | Protiútok                                                                                                |
| 68                  | 3    | 20           | Záchrana z Citadely                                                                                      |
| 69                  | 3    | 21           | Ztracená padawanka                                                                                       |
| 70                  | 3    | 22           | Wookieejský lov                                                                                          |
| 71                  | 4    | 1            | Vodní válka                                                                                              |
| 72                  | 4    | 2            | Gunganský útok                                                                                           |
| 73                  | 4    | 3            | Zajatci                                                                                                  |
| 74                  | 4    | 4            | Stínový válečník                                                                                         |
| 75                  | 4    | 5            | Mise dobré vůle                                                                                          |
| 76                  | 4    | 6            | Potulní droidi                                                                                           |
| 77                  | 4    | 7            | Temnota na Umbaře                                                                                        |
| 78                  | 4    | 8            | Generál                                                                                                  |
| 79                  | 4    | 9            | Plán vzpoury                                                                                             |
| 80                  | 4    | 10           | Krellův masakr                                                                                           |
| 81                  | 4    | 11           | Únos |
| 82                  | 4    | 12           | Otroci Republiky                                                                                         |
| 83                  | 4    | 13           | Útěk z Kadava                                                                                            |
| 84                  | 4    | 14           | Přítel v nesnázích                                                                                       |
| 85                  | 4    | 15           | Klam |
| 86                  | 4    | 16           | Přátelé a nepřátelé                                                                                      |
| 87                  | 4    | 17           | Bedna |
| 88                  | 4    | 18           | Krize na Naboo                                                                                           |
| 89                  | 4    | 19           | Masakr                                                                                                   |
| 90                  | 4    | 20           | Odměna                                                                                                   |
| 91                  | 4    | 21           | Bratři                                                                                                   |
| 92                  | 4    | 22           | Pomsta                                                                                                   |
| 93                  | 5    | 2            | Válka na dvou frontách                                                                                   |
| 94                  | 5    | 3            | Kdo z koho                                                                                               |
| 95                  | 5    | 4            | Měkká síla                                                                                               |
| 96                  | 5    | 5            | Body zvratu                                                                                              |
| 97                  | 5    | 6            | Shromáždění                                                                                              |
| 98                  | 5    | 7            | Zkouška síly                                                                                             |
| 99                  | 5    | 8            | Záchrana                                                                                                 |
| 100                 | 5    | 9            | Spojenectví z rozumu                                                                                     |
| 101                 | 5    | 10           | Tajné zbraně                                                                                             |
| 102                 | 5    | 11           | Slunečný den v Prázdnotě                                                                                 |
| 103                 | 5    | 12           | Ztracen v akci                                                                                           |
| 104                 | 5    | 13           | Už není návratu                                                                                          |
| 105                 | 5    | 1            | Obroda                                                                                                   |
| 106                 | 5    | 14           | Spolek stínů                                                                                             |
| 107                 | 5    | 15           | Zákeřná volba                                                                                            |
| 108                 | 5    | 16           | Bezpráví                                                                                                 |
| 109                 | 5    | 17           | Sabotáž                                                                                                  |
| 110                 | 5    | 18           | Jedi, která věděla příliš mnoho                                                                          |
| 111                 | 5    | 19           | Chyťte Jedie                                                                                             |
| 112                 | 5    | 20           | Nepravá Jedi                                                                                             |
| 113                 | 6    | 1            | Útok z vlastních řad                                                                                     |
| 114                 | 6    | 2            | Spiknutí                                                                                                 |
| 115                 | 6    | 3            | Uprchlík                                                                                                 |
| 116                 | 6    | 4            | Rozkazy                                                                                                  |
| 117                 | 6    | 5            | Starý přítel                                                                                             |
| 118                 | 6    | 6            | Vzestup Clovise                                                                                          |
| 119                 | 6    | 7            | Krize v srdci                                                                                            |
| 120                 | 6    | 8            | Zmizelí: Část 1                                                                                          |
| 121                 | 6    | 9            | Zmizelí: Část 2                                                                                          |
| 122                 | 6    | 10           | Ztracený                                                                                                 |
| 123                 | 6    | 11           | Hlasy |
| 124                 | 6    | 12           | Osud |
| 125                 | 6    | 13           | Oběť |
| 126                 | 7    | 5            | Trace a její sestra                                                                                      |
| 127                 | 7    | 6            | Dohoda nedohoda                                                                                          |
| 128                 | 7    | 7            | Nebezpečný dluh                                                                                          |
| 129                 | 7    | 8            | Opět spolu                                                                                               |
| 130                 | 7    | 1            | Vadná várka                                                                                              |
| 131                 | 7    | 2            | Echo v dáli                                                                                              |
| 132                 | 7    | 3            | Na křídlech keeradaků                                                                                    |
| 133                 | 7    | 4            | Nevyřízená záležitost                                                                                    |
| 134                 | 7    | 9            | Staří, nikoli zapomenutí přátelé                                                                         |
| 135                 | 7    | 10           | Skrytý učedník                                                                                           |
| 136                 | 7    | 11           | Zhroucení                                                                                                |
| 137                 | 7    | 12           | Vítězství a smrt                                                                                         |

The Clone Wars Legacy
| Číslo v chronologii | Název příběhu               | Číslo v příběhu | Název                     |
| ------------------- | --------------------------- | --------------- | ------------------------- |
| 138                 | Crystal Crisis on Utapau    | 1               | A Death on Utapau         |
| 139                 | Crystal Crisis on Utapau    | 2               | In Search of the Crystal  |
| 140                 | Crystal Crisis on Utapau    | 3               | Crystal Crisis            |
| 141                 | Crystal Crisis on Utapau    | 4               | The Big Bang              |
| 142                 | Bad Batch                   | 1               | The Bad Batch             |
| 143                 | Bad Batch                   | 2               | A Distant Echo            |
| 144                 | Bad Batch                   | 3               | On the Wings of Keeradaks |
| 145                 | Bad Batch                   | 4               | Unfinished Business       |
| 146                 | Dark Disciple               | 1               | Lethal Alliance           |
| 147                 | Dark Disciple               | 2               | The Mission               |
| 148                 | Dark Disciple               | 3               | Conspirators              |
| 149                 | Dark Disciple               | 4               | Dark Disciple             |
| 150                 | Darth Maul: Son of Dathomir | 1               | The Enemy of My Enemy     |
| 151                 | Darth Maul: Son of Dathomir | 2               | A Tale of Two Apprentices |
| 152                 | Darth Maul: Son of Dathomir | 3               | Proxy War                 |
| 153                 | Darth Maul: Son of Dathomir | 4               | Showdown on Dathomir      |
| 154                 | Dark Disciple               | 5               | Saving Vos, Part I        |
| 155                 | Dark Disciple               | 6               | Saving Vos, Part II       |
| 156                 | Dark Disciple               | 7               | Traitor                   |
| 157                 | Dark Disciple               | 8               | The Path                  |

## The Clone Wars Legacy
Sestavené příběhy z neodvysílaných dílů. Tyto příběhy byly odvysílány až v září roku 2014.
- Darth Maul: Son of Dathomir
- Crystal Crisis on Utapau
- The Bad Batch
- Dark Disciple